# Subleuconycta sugii
Subleuconycta sugii là một loài bướm đêm trong họ Noctuidae.